# Ace Capelle
Ace Capelle ist ein ehemaliger nauruischer Sprinter.

## Leben und Karriere
Bei den Mikronesienspielen 1994 in Agana (Guam) gewann Ace Capelle als Startläufer der 4-mal-100-Meter-Staffel gemeinsam mit Fredrick Canon, Tryson Duburiya und Michael Demapilis die Bronzemedaille (44,8 s); mit der 4-mal-400-Meter-Staffel um Canon, Duburiya und Fine Olsson belegte er den vierten Platz und stellte in 3:43,7 min einen nauruischen Landesrekord auf. Über 100 Meter schied Capelle mit einer Zeit von 11,8 s bereits im Vorlauf aus. Er arbeitet seit 2001 als Fischereibeamter bei der Nauru Fisheries and Marine Resources Authority (NFMRA). Bei den Parlamentswahlen 2013 kandidierte Capelle im Wahlkreis Buada erfolglos um einen Sitz im nationalen Parlament.